# Reading, Ohio
Reading là một thành phố thuộc quận Hamilton, tiểu bang Ohio, Hoa Kỳ. Năm 2010, dân số của thành phố này là 10385 người.

## Dân số
- Dân số năm 2000: 11292 người.
- Dân số năm 2010: 10385 người.